# Sivatagi gabonasikló
A sivatagi gabonasikló (Bogertophis subocularis) a hüllők (Reptilia) osztályába, a  pikkelyes hüllők (Squamata) rendjébe, a kígyók (Serpentes) alrendjébe, a siklófélék (Colubridae) családjába tartozó faj.

## Elterjedése
Az észak-amerikai Chihuahua-sivatag: Mexikó állam északi középső részétől Délnyugat-Texason át Új-Mexikó déli középső részéig. 
Texasban védett faj.

## Előfordulása
Annak ellenére, hogy gyakori faj, ritkán látható, ami éjszakai életmódjának és rejtőzködő viselkedésének köszönhető. Nappal a forróság elől sziklahasadékokban, vagy más állatok (teknősök, rágcsálók, övesállatok) által vájt üregekben pihen, majd sötétedéskor, a meleg csökkenésével indul táplálékszerzésre.

## Megjelenése

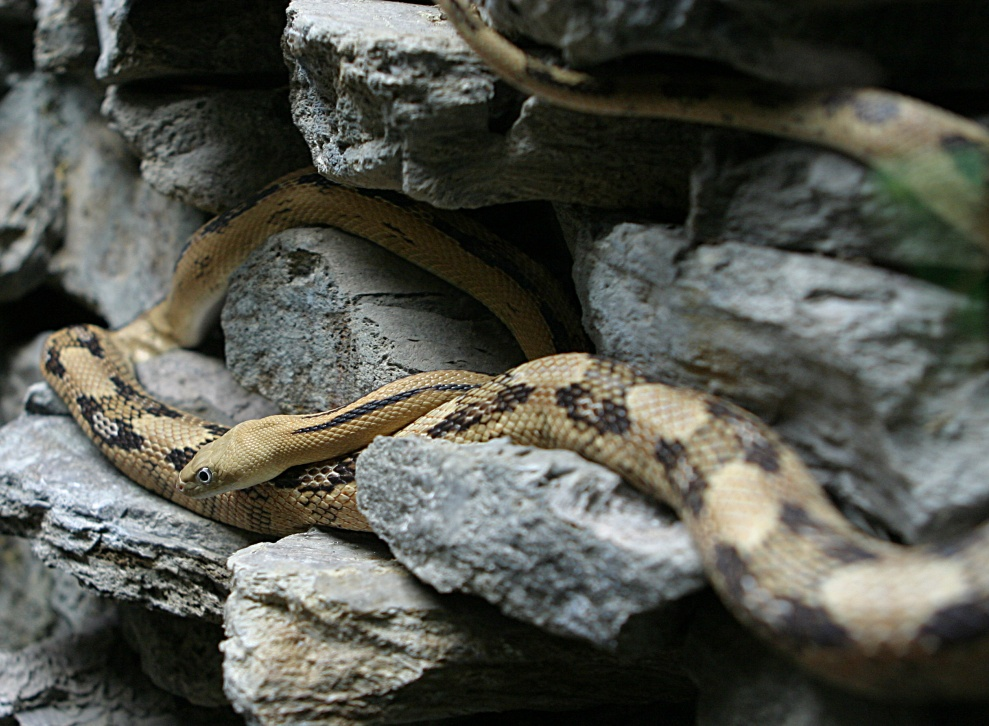

A gabonasiklók közül a legkarcsúbb és leghosszabb kígyó, példányai néha a 2 métert is elérik.
Alapszíne sárga, vagy sárgásszürke homokszín, de ismert vörös, vagy ezüstszín is. Két sötét színű, hosszanti csík fut végig a hátoldalon nyereg alakú foltokkal.
A mintázat a farok felé sűrűbb és sötétebb színű. 
Teste lapított, testoldala élben találkozik a hasoldallal, ami a sziklákon való mozgást jelentősen megkönnyíti. Hátán a pikkelyek kismértékben ormósak, a hasi oldalon ezüstfehérek, simák és selymes fényűek. 
Feje egyszínű, nagy fejpajzsokkal. Jellegzetes, nagy, kerek pupillájú szeme van, ami megkülönbözteti a többi amerikai gabonasiklótól. A szeme alatt apró pikkelyek sorakoznak.

## Tápláléka

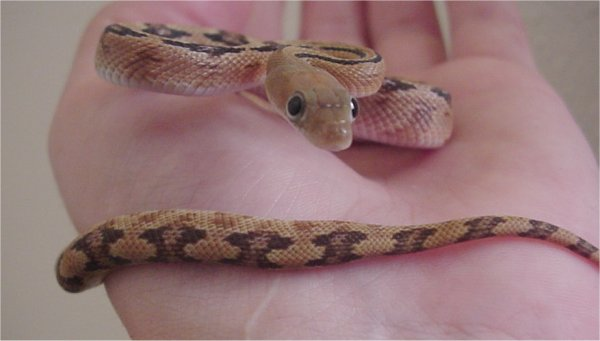
Fiatal példány

A felnőtt példányok rágcsálókat, madarakat, néha denevéreket, a fiatalok főként gyíkokat, alkalmakként szopós rágcsáló kölyköket esznek.

## Szaporodása
Tojásrakó, a kelés ideje 28-30 °C-on 55 nap. Átlagosan 12 kiskígyó kel ki, melyek megközelítőleg 25 cm-esek.

## Tartása
Könnyen szaporítható és tartható fogságban. Búvóhely kialakítása nagyon fontos számára. Táplálékként elfogadja a megölt rágcsálót, csibét.